# Desmond Penigar
Desmond Penigar, né le 16 juillet 1981 à DeQuincy (Louisiane), est un joueur de basket-ball américain.

## Biographie
À sa sortie du lycée, il intègre les Aggies de l'université d'État de l'Utah. Il commence sa carrière professionnelle en NBA Development League dans l'équipe de l'Altitude d'Asheville, où il est élu rookie de la saison 2003-2004. Il effectue une pige avec le Magic d'Orlando lors de cette même saison. Il rejoint l'Europe, évoluant en Allemagne (EWE Baskets Oldenburg), en Corée du Sud et en Autriche (BSC Raiffeisen Furstenfeld Panthers) lors de la saison 2008-2009.